# 恋はいいね
『恋はいいね』（こいはいいね）は、1997年8月1日に日本コロムビアから発売された中西保志の14枚目のシングル。

## 収録曲
全作詞：山田ひろし
1. 恋はいいね
作曲・編曲：武沢豊
  - テレビ朝日『ウィークエンドライブ 週刊地球TV』エンディングテーマ
2. If
  - 作曲・編曲：幾見雅博
3. 恋はいいね（オリジナル・カラオケ）